# Bartosz Szymoniak
Bartosz Szymoniak, „Bartas” (ur. 26 kwietnia 1984 w Kaliszu) – polski muzyk, wokalista, kompozytor, autor tekstów, twórca własnego stylu beatrock, w latach 2008–2015 wokalista zespołu Sztywny Pal Azji.

## Życiorys
Wychował się w Tursku w rodzinie nauczycielskiej. Matka polonistka, ojciec nauczyciel wychowania fizycznego, absolwent Turystyki i Rekreacji AWF Poznań, a także muzyk. Jego żoną została wieloletnia partnerka Milena Lenarczyk.
Jako nastolatek, w latach 1997–2005 był skrzypkiem kapeli ludowej Zespół Pieśni i Tańca "Tursko". Był także absolwentem pierwszego stopnia Szkoły Muzycznej I i II stopnia im. Henryka Melcera w Kaliszu w klasie skrzypiec. Był ćwierćfinalistą Mistrzostw Polski juniorów w koszykówce w 2002 r. z zespołem Stal Ostrów Wielkopolski.
Absolwent Wydziału Kompozycji, Interpretacji, Edukacji i Jazzu Akademii Muzycznej w Katowicach w klasie śpiewu. Promuje w Polsce beatbox. W latach 2008–2015 był wokalistą grupy Sztywny Pal Azji.
Jest jednym z finalistów programu Idol, w którym zajął trzecie miejsce. Uczestnik koncertu przebojów „Od Opola do Opola” na LVII Festiwalu Piosenki Polskiej w Opolu z utworem „Wojownik z miłości”. Piosenka ta przez sześć kolejnych tygodni znajdowała się w pierwszej szóstce zestawienia listy przebojów Programu Trzeciego PR. Znalazła się na pierwszym miejscu list przebojów Polskiego Radia Rzeszów, Radia Poznań, Polskiego Radia Olsztyn oraz Radia Victoria. Utwór wykonywany był także z towarzyszeniem orkiestry Piotr Dziubek podczas widowiska telewizyjnego Testimonium Veritatis, a także z zespołem Adama Skrzypka podczas koncertu „Nie lękajcie się”.
Artysta wygrał plebiscyt Głosu Wielkopolskiego na osobowość roku 2020 w kategorii kultura. Jest finalistą konkursu Premiery 59 Krajowego Festiwalu Piosenki Polskiej w Opolu z utworem "Kochać naprawdę". 30 września 2022 r. ukazał się czwarty solowy album Artysty zatytułowany "Granice" . Pierwszym singlem był wspomniany utwór "Kochać naprawdę" natomiast drugim piosenka "Powroty", która przez osiem kolejnych tygodni nie opuszczała  pierwszego miejsca Listy Przebojów Programu Trzeciego Polskiego Radia stając się wizytówką całego albumu  9.10.2022 r. wystąpił z premierowym koncertem płyty "Granice" w Muzyczne Studio Polskiego Radia im. Agnieszki Osieckiej w rocznicę 76 urodzin Artystki . Koncertował w Stanach Zjednoczonych, Anglii, Irlandii, Belgii, Austrii, Litwie, Łotwie, Czechach i na Ukrainie. Występował także na festiwalach Top Trendy w Sopocie, Ryszarda Riedla w Tychach, „Taste of Polonia” w Chicago, Festiwal w Jarocinie  czy Transmisje na Litwie. 15 sierpnia 2020 r. wraz z innymi artystami zaśpiewał na Stadionie Narodowym podczas spektaklu multimedialnego z okazji 100-lecia Bitwy Warszawskiej. W 2022 r. wspólnie z innymi gwiazdami wystąpił w ogólnopolskim projekcie "Polskie Betlejem gdzie zaśpiewał min. w duecie z Marika (wokalistka) Jest wykonawcą utworów „Dziki kraj” na jubileuszowym albumie grupy Big Cyc „30 lat z wariatami”, „Słońce gdy jadę szosą” z grupą Sztywny Pal Azji na płycie „Odnaleznione piosenki Bogdana Łyszkiewicza” i "Nie gniewaj się na mnie Polsko" na płycie Vienio "Profil Pokoleń vol.1" 

## Dyskografia
- Sztywny Pal Azji – Miłość jak dynamit (2008)[9]
- Sztywny Pal Azji – Fiss Pink (2012)[10]
- Bartas Szymoniak – Miliony oszukanych dziewcząt i chłopców (2015)
- Bartas Szymoniak – Alarm (2017)
- Bartas Szymoniak – Wojownik z miłości (2020)
- Bartas Szymoniak – Granice (2022)